# سيرة شعبية
السيرة الشعبية: هي قصص مستقاة من التراث العربي. تمجد فيها الأخلاق العربية الأصيلة كقوة العربي وعزته وشهامته وتنكر فيها الأخلاق السيئة كالخيانة والغدر. وقد درجت العادة على أن يروي الحكواتي في مكان عام يسمى القهوة هذه السير بما اتصف به من حسن الإلقاء واستثارة المشاعر. و يسمى الحكواتي أيضا بالمحدث.

## أمثلة على السيرة الشعبية
اشتهرت في السير الشعبية:
- سيرة عنترة بن شداد.
- السيرة الهلالية أو سيرة بنو هلال.
- سيرة الملك سيف بن ذي يزن.
- سيرة الظاهر بيبرس.
- سيرة الأمير حمزة البهلوان.
- سيرة الأميرة ذات الهمة.